# Tindivanam
Tindivanam é uma cidade e um município no distrito de Viluppuram, no estado indiano de Tamil Nadu.

## Geografia
Tindivanam está localizada a 12° 15′ N, 79° 39′ L. Tem uma altitude média de 58 metros (190 pés).

## Demografia
Segundo o censo de 2001,  Tindivanam  tinha uma população de 67,826 habitantes. Os indivíduos do sexo masculino constituem 50% da população e os do sexo feminino 50%. Tindivanam tem uma taxa de literacia de 76%, superior à média nacional de 59.5%: a literacia no sexo masculino é de 81% e no sexo feminino é de 70%. Em Tindivanam, 11% da população está abaixo dos 6 anos de idade.